# Rauno Ailus
Rauno Ailus (28 aprile 1940) è un ex cestista finlandese.

## Carriera
Con la Finlandia ha disputato due edizioni dei Campionati europei (1961, 1963).

## Palmarès
- Campionato finlandese: 1

Tapion Honka: 1969-70